# Ankerscher See
Der Ankersche See ist ein See im Kreis Herzogtum Lauenburg im deutschen Bundesland Schleswig-Holstein im Ortsteil Anker der Gemeinde Lankau. Der See ist ca. 15 ha groß und bis zu 3,2 m tief. Der See befindet sich im Privatbesitz. Ein besonderes Merkmal ist seine Herzform. 